# Guillaume-René Meignan
Guillaume-René Meignan (ur. 12 kwietnia 1827 w Denazé, zm. 20 stycznia 1896 w Tours) – francuski duchowny katolicki, kardynał. 

## Życiorys
Święcenia kapłańskie przyjął w 1840 roku. W 1865 został mianowany przez papieża Piusa IX biskupem diecezji Châlons. W 1882 roku, papież mianował go biskupem diecezji Arras. W 1884 został wyznaczony przez Leona XIII na metropolitę archidiecezji Tours. Na konsystorzu w 1893 podniesiony do godności kardynalskiej z tytułem prezbitera SS. Trinita al Monte Pincio. Brał udział w obradach Soboru watykańskiego I. Zmarł 20 stycznia 1896 w wieku 68 lat.